# Selección clonal
La teoría de la selección clonal postula que cada antígeno estimulará a aquel linfocito o grupo de linfocitos que poseen en su membrana receptores capaces de reconocer y unirse específicamente a él y que como consecuencia se producirá su proliferación y diferenciación en células con las mismas características de reconocimiento que los linfocitos originales.

## Postulados
- Cada linfocito posee una sola clase de receptor con especificidad única.
- La interacción entre una molécula de antígeno extraña y un linfocito con un receptor capaz de unirse a dicha molécula con afinidad elevada provoca la activación linfocitaria.
- Las células efectoras diferenciadas, derivadas de un linfocito activado, poseerán receptores con especificidad idéntica a la de las células parentales de las que dichos linfocitos derivan.
- Los linfocitos que poseen receptores específicos contra moléculas propias ubicadas son seleccionados (eliminados) en un estado temprano del desarrollo de las células linfoides, y por lo tanto no están presentes en el repertorio de linfocitos maduros.

## Primeros Trabajos
En 1954, el inmunólogo Niels Jerne presentó una teoría que afirma que ya hay una gran cantidad de linfocitos en el cuerpo antes de cualquier infección. La entrada de un antígeno en el cuerpo produce la selección de un solo tipo de linfocito, que es el que produce el tipo de anticuerpo capaz de unirse al antígeno.
Puesto que solamente se selecciona uno de entre todos los tipos de linfocitos, este se clona y reproduce masivamente para asegurar que haya suficiente cantidad de anticuerpos para inhibir y prevenir la infección.
En 1957 el inmunólogo australiano de origen judío Frank Macfarlane Burnet con el aporte de David W. Talmage fueron los primeros en dar el nombre de "teoría de selección clonal". Burnett explicó la memoria inmunológica como la clonación de dos tipos de linfocitos. Un clon se usaba de inmediato contra la infección, mientras que el otro clon es más duradero, permaneciendo en el sistema inmune por mucho tiempo, lo que resulta en la inmunidad a ese antígeno. 
En 1958, Sir Gustav Nossal y Josué Lederberg demostraron que una célula B produce siempre sólo un anticuerpo, y esta fue la primera prueba para la teoría de selección clonal.
La comprobación de esta teoría se dio con un experimento que otro premio Nobel realizó, el turno fue para el japonés Susumu Tonegawa y su trabajo sobre recombinación somática. Las investigaciones de Tonegawa se encaminaron a explicar la razón de que el sistema inmunológico produzca una ingente diversidad de anticuerpos, cada uno de los cuales reacciona y actúa contra los efectos de un antígeno (una sustancia extraña, o un microorganismo) por separado. Antes de que Tonegawa llevara a cabo su investigación se sabía que los anticuerpos se originaban en un tipo de glóbulo blanco de la sangre (linfocitos B o células B), en los que el número de genes era limitado, así que la comunidad científica no acertaba a explicarse cómo los linfocitos, cuyo número de genes era limitado, podían producir millones de anticuerpos estructurados de forma tan diferente y específicos para cada antígeno, cuando estos últimos eran tan distintos.
Durante la década de los setenta, gracias a sus experimentos, Tonegawa demostró que la constante traslocación y recombinación del material genético en diferentes secuencias (que se producen durante el crecimiento de la célula), tiene como resultado la aparición de muchos nuevos genes en cada célula, lo que permite que se produzca un anticuerpo para cada antígeno.